# Juan Orbegozo
Juan Horbegozo fue un militar hispano-mexicano. En los relatos, es descrito como "un español con excelentes recomendaciones militares". Durante la Independencia de México, fue miembro de la Junta Provisional Gubernativa.
El 19 de abril de 1829, luego de la Revolución de la Acordada, se dispuso que las clases de generales de división y de brigada del Ejército Mexicano que ocupaban los españoles Pedro Celestino Negrete, José Antonio de Echávarri y Juan Horbegozo estuvieran vacantes, dándoseles de baja pero continuando con sus sueldos a modo de pensión vitalicia mientras no trasladaran su lealtad a algún país enemigo.